# Deane Beman
Deane Beman, född 22 april, 1938 i Bethesda i Maryland, är en amerikansk golfspelare.
Beman hade en framgångsrik amatörkarriär där han bland annat vann U.S. Amateur Championship två gånger och British Amateur Championship en gång. 
Under sin proffskarriär vann han fyra tävlingar på den amerikanska PGA-touren.
Beman och Jack Nicklaus var de första spelarna som började att föra protokoll och använda sig av avståndsnoteringar under spelets gång.
Han var styrelseledamot i organisationen PGA Tour mellan 1974 och 1994 och han var bland annat med och startade Tournament Players Club och senare var han en av nyckelpersonerna bakom Nationwide Tour och Champions Tour. Han valdes in i World Golf Hall of Fame 2000 och arbetar idag bland annat som golfbanearkitekt.

## Meriter

### Segrar på PGA-touren
- 1969 Texas Open Invitational
- 1970 Greater Milwaukee Open
- 1972 Quad Cities Open
- 1973 Shrine-Robinson Open Golf Classic